# Rancho Cordova
Rancho Cordova ist eine Stadt im Sacramento County im US-Bundesstaat Kalifornien mit 79.332 Einwohnern (Stand: 2020).
Sie liegt etwa 17 km östlich des Stadtzentrums von Sacramento und ist Teil des Großraumes. Der U.S. Highway 50 durchquert die Stadt.